# Ralph Rieckermann
Ralph Rieckermann (né le 8 août 1962) est un musicien américain connu pour avoir été le bassiste du groupe allemand de hard rock Scorpions de 1992 à 2004.

## Biographie
Rieckermann rejoint Scorpions en 1992 après avoir fait ses études en conservatoire - duquel il sort diplômé, et y remplace en tant que bassiste Francis Buchholz. Le groupe sort alors l'album Face the Heat en 1993. Il restera dans le groupe jusqu'en 2004 date à laquelle il est remplacé par Pawel Maciwoda, ayant enregistré trois albums studio un album live, un album unplugged et un album symphonique. Il est le bassiste du Scorpions des années 1990 qui est alors un groupe marqué par le déclin médiatique et commercial et à la recherche de nouveaux styles musicaux à expérimenter (avec un succès mitigé en résultat).

D'un point de vue musical Rieckermman jouit d'une solide formation : il a une préférence pour les basses à cinq ou six cordes plutôt que les "conventionnelles" basses à quatre cordes et est aussi un violoncelliste accompli (il jouait d'ailleurs de cet instrument lors des concerts symphoniques des Scorpions).

## Discographie avec Scorpions
- Face the Heat (1993) #24 US, #51 UK
- Live Bites (live) (1995)
- Pure Instinct (1996) #99 US
- Eye II Eye (1999)
- Moment of Glory (live) (2000)
- Acoustica (live) (2001)